# Pleocoma rubiginosa
Pleocoma rubiginosa är en skalbaggsart som beskrevs av Hovore 1972. Pleocoma rubiginosa ingår i släktet Pleocoma och familjen Pleocomidae. Utöver nominatformen finns också underarten P. r. transsierrae.